# Reg Schroeter

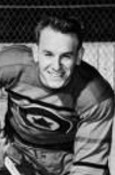
Reginald Schroeter (1948)

Reginald John „Reg“ Schroeter (* 11. September 1921 in Ottawa, Ontario; † 30. Juli 2002 ebenda) war ein kanadischer Eishockeyspieler. Bei den Olympischen Winterspielen 1948 gewann er als Mitglied der kanadischen Nationalmannschaft die Goldmedaille.

## Karriere
Reg Schroeter begann seine Karriere als Eishockeyspieler in der Ottawa Junior Hockey League, in der er in der Saison 1937/38 für Ottawa LaSalle und in der Saison 1939/40 für die Ottawa Westboro Spearmans aktiv war. In der Saison 1940/41 lief er für die Ottawa Senators auf. Weitere Stationen im Seniorenbereich waren die Ottawa Princess Pat Dragoons sowie die Ottawa Canadiens, Ottawa District Depot und die Ottawa Senators aus der Upper Ottawa Valley Hockey League. 1947 schloss er sich den New Edinburgh Burghs an, ehe er 1948 mit den RCAF Flyers Kanada bei den Olympischen Winterspielen repräsentierte. Zuvor hatte er bereits während des Zweiten Weltkriegs als Air Crew Instructor in der Royal Canadian Air Force gedient.  

### International
Für Kanada nahm Schroeter an den Olympischen Winterspielen 1948 in St. Moritz teil, bei denen er mit seiner Mannschaft die Goldmedaille gewann. In acht Spielen erzielte er zwölf Tore und fünf Vorlagen.

## Erfolge und Auszeichnungen
- 1948 Goldmedaille bei den Olympischen Winterspielen